# 中国鳄蜥
中國鱷蜥（意为“鳄尾辛氏蜥”）为鳄蜥科鳄蜥属的爬行动物，又称鳄蜥，瑶山鳄蜥，俗名大睡蛇、木睡鱼、落水狗。为中国的特有物种，中国国家一级保护动物。由于中国鳄蜥在广西金秀的大瑶山首次被发现，所以又称之为瑶山鳄蜥。2003年，越南生物学研究生黎克决（音）和德国生物学家托马斯·齐格勒在HAMADRYAD杂志上报道在越南东北部的广宁省安子山区发现有鳄蜥，这是首次报道在中国以外有鳄蜥分布。

## 特征
全长30～36厘米。背面棕黑色，体侧棕黄色，有黑纹；腹面带有红色和黄色，有黑斑；尾部有黄黑相间的横纹11～12条；背部有颗粒状鳞和分散的棱鳞，尾侧扁似鳄，尾背有两条脊棱。

## 分布
鳄蜥分布于广西和越南東北部等地，常栖息于水域附近以及常在山冲溪流不大的积水坑内或匍匐在山溪的树枝上。其生存的海拔上限为760米。该物种的模式产地在广西大瑶山。

## 亞種
- 大瑶山亚种（學名：Shinisaurus crocodilurus crocodilurus (Ahl, 1930) (华南) ，指名亞種
- 安子山亚种（學名：Shinisaurus crocodilurus vietnamensis (Schingen et al., 2016) (越南东北)[4]

## 生活習性
若鱷蜥人類捉住，牠們往往會裝死躺下，若捕獵者一不小心更會被咬住。

## 繁殖
中國鱷蜥是卵胎生動物，每次產幼蜥2-7隻。

## 保護
- 中国国家重点保护动物等级：一级

## 族群現況
1980年代以來，中國鱷蜥棲息地原始闊葉林植被被破壞和改變，使得水溪的水流量減少或枯竭，導致中國鱷蜥種群數量大幅度下降。全中國的鱷蜥種群數量快速下降到目前的不足1000隻。